# Thelymitra jacksonii
Thelymitra jacksonii är en orkidéart som beskrevs av Stephen Donald Hopper, Andrew Phillip Brown och Jeffrey A. Jeanes. Thelymitra jacksonii ingår i släktet Thelymitra och familjen orkidéer. Inga underarter finns listade i Catalogue of Life.